# Gibba
Gibba (Pseudonym von Francesco Maurizio Guido, * 18. Dezember 1924 in Alassio; † 7. Oktober 2018 in Albenga) war ein italienischer Trickfilmer.

## Leben
Gibba lebte ab 1941 in Rom. Erstmals kam er mit dem Trickfilm als Zeichner für zwei Filme von Luigi Giobbe in Kontakt. Er arbeitete u. a. mit Carlo Cossio und Federico Fellini, anschließend wirkte er an Antonio Rubinos Nel paese dei ranocchi mit. 1946 gründete er mit Giannetto Beniscelli die Produktionsfirma „Alfa Circus Film“, mit der er zahlreiche Werke finanzierte. Zunächst zeichnete er oft für Antonio Attanasio; es entstanden etwa 150 Kurzfilme, viele davon zwischen 1947 und 1952 gedrehte Werbespots. Bemerkenswert ist der 1946 entstandene L’ultimo sciuscià, der einzige Trickfilm des Neorealismus. Im Spielfilmbereich wurde er gelegentlich für Titelgestaltungen und Inserts angefragt. 1971 und 1993 erschienen zwei abendfüllende Filme Gibbas, der einer der wenigen auch für Erwachsene zeichnenden Künstler seiner Zeit war. Bei Il nano e la strega war er für das Design verantwortlich.
Auch für das Fernsehen, so für Linda e il brigadiere, gestaltete Gibba animierte Sequenzen.

## Filmografie (Auswahl)
- 1971: Robinsons tolle Abenteuer (Il racconto della giungla)
- 1973: Zizi der Größte (Il nano e la strega) (nur Design)
- 1993: Kim (Kim) (auch Drehbuch)

## Auszeichnungen
- 1964: „Marc’Aurelio d’oro“
- 1975: „Medaglia d’oro“
- 1978: „Premio Fantoche“
- 1992: „Medaglia d’argento“ des Premio Letterario “Pieve S. Stefano”
- 2001: „Maestro del cinema di animazione“[5]